# Porter (cráter)
Porter es un cráter de impacto que se encuentra en la parte sur de la Luna, situado sobre el borde noroeste de la enorme llanura amurallada del cráter Clavius. Aunque generalmente circular, la forma de este cráter ha sido modificada por la geometría de la superficie sobre la que se formó. El borde externo aparece generalmente más bajo al suroeste, donde se superpone al suelo de Clavius. Asimismo, el suelo interior es más plano cerca de esta cara. En contraste, el suelo es más áspero y más desigual en la mitad noreste.
|  |

El cráter muestra un aspecto algo desgastado, especialmente si se compara con Rutherfurd, un impacto más reciente de bordes afilados situado hacia el sur, sobre el borde del sudeste de Clavius. Presenta un doble pico central situado justo al suroeste del punto medio. Un pequeño cráter yace sobre la pared interior del noroeste del cráter, aunque no muestra otras marcas significativas de pequeños impactos.
Porter fue designado anteriormente Clavius B antes de que la UAI le adjudicase su nombre actual.

## Cráteres satélite
Por convención estos elementos son identificados en los mapas lunares poniendo la letra en el lado del punto medio del cráter que está más cerca de Porter.
|        | \| Porter \| Coordenadas \| Diámetro \| \| ------ \| ------------------------------ \| -------- \| \| B \| 54°24′S 8°36′O / -54.4, -8.6 \| 12 km \| \| C \| 54°48′S 10°18′O / -54.8, -10.3 \| 12 km \| |          |
| Porter | Coordenadas | Diámetro |
| B      | 54°24′S 8°36′O / -54.4, -8.6 | 12 km    |
| C      | 54°48′S 10°18′O / -54.8, -10.3 | 12 km    |